# Палькояг
Палькояг — деревня в Кочёвском районе Пермского края. Входит в состав Кочёвского сельского поселения. Располагается восточнее районного центра, села Кочёво. Расстояние до районного центра составляет 5 км. По данным Всероссийской переписи населения 2010 года, в деревне проживало 36 человек (19 мужчин и 17 женщин).

## История
По данным на 1 июля 1963 года, в деревне проживало 157 человек. Населённый пункт входил в состав Кочёвского сельсовета.